# 比利曼卡
47°15′53″N 36°29′53″E / 47.26472°N 36.49806°E
比利曼卡（烏克蘭語：Більманка）是位於烏克蘭東南部的村莊，由扎波羅熱州波洛希區的卡姆揚卡市鎮負責管轄。該村處於別爾達河畔，面積4.7平方公里，海拔高度126米，2001年人口455，人口密度每平方公里96.8人。苏联科学家格雷戈里·基苏尼科生于此地。